# آدم براون كروسبي
آدم براون كروسبي هو تاجر وسياسي كندي، ولد في 12 مايو 1856 في بلفاست في المملكة المتحدة، وتوفي في 10 مارس 1921 في أوتاوا في كندا. نشط حزبياً في حزب كندا المحافظ.

## مناصب
- انتخب عمدة هاليفاكس ‏ (1902 – 1905).
- انتخب عمدة هاليفاكس ‏ (1908 – 1909).
- انتخب عضو مجلس الشيوخ الكندي ‏ (20 يناير 1917 – 10 مارس 1921).
- انتخب عضو مجلس العموم الكندي عن دائرة هاليفاكس [الإنجليزية]‏ (20 يناير 1909 – 29 يوليو 1911).